# Ingrid Freimuth
Ingrid Freimuth (* 1946 in Melsungen) ist eine deutsche Pädagogin und Autorin.

## Werdegang
Ingrid Freimuth absolvierte von 1966 bis 1970 das Lehramtsstudium (Sekundarstufe I) an der Johann Wolfgang Goethe-Universität in Frankfurt am Main und schloss dieses als Diplom-Pädagogin ab. Anschließend wirkte sie an der heutigen Anne-Frank-Schule in Raunheim sowie parallel als Ausbilderin an einem Studienseminar. Sechs Jahre nach Studienende wanderte sie für eine Zeit lang auf eine griechische Insel aus. Nach ihrer Rückkehr war sie von 1983 bis 1998 als Lehrerin beschäftigt (Haupt- und Realschulen in Frankfurt) sowie ergänzend in der Lehrerfortbildung. Ab 1999 bis 2017 war sie erst in Einzelförderung von Schülern tätig, dann als VHS-Lehrerin für Erwachsene.
Im Frühjahr 2018 veröffentlichte sie das Buch Lehrer über dem Limit: Warum die Integration scheitert im Europa Verlag. Es wurde ebenso von überregionalen Medien der Publikumspresse wie Focus und der Welt sowie regionalen Tageszeitungen wie der Oberhessischen Presse rezipiert. Auch führte das Buch zu verschiedenen Einladungen in Talkshows wie beispielsweise Maybrit Illner und Markus Lanz.

## Veröffentlichungen
- Lehrer über dem Limit: Warum die Integration scheitert. Europa Verlag, München 2018, ISBN 978-3-95890-184-1.